# Anton Jürgens (Maler)
Anton Jürgens (vollständiger Name Anton Daniel Jürgens; * 11. Februar 1823 in Hannover; † 22. August 1883 ebenda) war ein deutscher Dekorationsmaler und Hof-Wappen-Maler.

## Leben

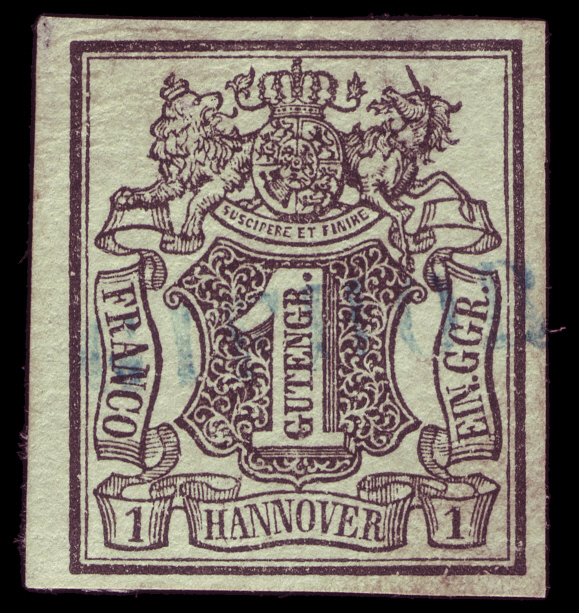
1 Gutegroschen, Michel-Nummer 1;
Stich der Druckplatten: J. Friedrich Fickenscher; Druck: Culemann

Anton Jürgens lebte in der Residenzstadt des Königreichs Hannover,  in der er im Auftrag seines Landesherrn König Ernst August I. die ersten Briefmarken für die Postzustellung im Inlandsverkehr entwarf. Allein von seiner im Michel-Katalog gelisteten Nummer 1, die am 30. November 1850 erstmals zu 1 Gutegroschen (Ggr.) in den Farben schwarz auf graublau verausgabt wurde, sind drei handgezeichnete Entwürfe bekannt.
Anton Jürgens wohnte 1870 in der Bel Etage des Hauses Theaterstraße 4b in Hannover. Zu jener Zeit durchlief der Jugendliche und spätere Kunstmaler Carl Wiederhold als Schüler eine vierjährige Ausbildung bei Anton Jürgens.